# Monasterio de Péchenga
El monasterio de Péchenga, también conocido como monasterio de Petsamo (del ruso: Печенгский монастырь) y en finés: Petsamon luostari fue un monasterio de la Iglesia ortodoxa rusa que existió en el norte del casquete nórdico en  el actual óblast de Múrmansk entre durante periodos discontinuos entre 1533 y 2007 en las localidades de Péchenga y Kola. 
El monasterio fue creado por Trifón de Péchenga, un monje ruso de Nóvgorod, con el propósito de convertir a los skolts al cristianismo. En 1572 el monasterio contaba con 50 hermanos y 200 seguidores laicos. Durante el siglo XVI la economía del monasterio era substancial, destacaba la pesca, el comercio con la sal y la fabricación de navíos.
Como parte de la Guerra ruso-sueca (1590-1595) campesinos fineses bajo el liderazgo de Pekka Antinpoika Vesainen destruyeron el monasterio el día de la Navidad de 1589. En 1591 el zar Teodoro I de Rusia ordena la reconstrucción del monasterio cerca del poblado de Kola. Este monasterio se mantuvo hasta 1619 cuando las llamas lo consumieron. 
Luego se restableció el monasterio en el pueblo mismo de Kola donde estuvo activo hasta 1764 cuando el Sínodo Sagrado resolvió suprimirlo debido a la escasa población del lugar y la región. En 1886 el monasterio fue restaurado en su sitio original. Se crearon así dos monasterios uno el la bahía de Péchenga y otro en la tumba de San Trifon de Péchenga. En 1920, el monasterio pasó a manos de la recientemente creada República de Finlandia. En 1944, tras la Guerra de Continuación, el área pasó a manos de la Unión Soviética por lo que los monjes fueron evacuaron por Finlandia al monasterio de Nuevo Valamo (en:New Valamo). Ahí murió el último de los hermanos en 1984 a los 110 años de edad. Aunque el monasterio de Péchenga fue destruido durante la Guerra de Continuación, la Iglesia ortodoxa rusa decretó en 1997 que el monasterio de Péchenga debía reconstruirse. El 1 de diciembre de 2007 el monasterio reconstruido en Péchenga se quemó. Pero en 2012, la mayoría de las edificaciones fueron reconstruidas.